# مسجد نوازن
مسجد نوازن مربوط به دوره صفوی است و در شهرستان اراک، بخش مرکزی، دهستان مشهد میقان، روستای نوازن واقع شده و این اثر در تاریخ ۲۰ اردیبهشت ۱۳۸۶ با شمارهٔ ثبت ۱۹۰۶۰ به‌عنوان یکی از آثار ملی ایران به ثبت رسیده است.